# Мисс Вселенная 1982
Мисс Вселенная 1982 (англ. Miss Universe 1982) — 31-й ежегодный конкурс красоты, проводился 26 июля 1982 года в Coliseo Amauta, Лима, Перу. За победу на нём соревновалось 77 претенденток. Победительницей стала представительница Канады — Карен Диана Болдуин. Это стала первой победой Канады.
Стадион, на котором проходил конкурс, был атакован динамитом, во время финала конкурса.

## Результаты

### Места
| Место               | Участница |
| ------------------- | --- |
| Мисс Вселенная 1982 | - Канада — Карен Диана Болдуин |
| 1-я Вице-мисс       | - Гуам — Патти Чон Киркос |
| 2-я Вице-мисс       | - Италия — Чинция Фиордепонти |
| 3-я Вице-мисс       | - Греция — Тина Руссо |
| 4-я Вице-мисс       | - США — Терри Атли |
| Топ-12              | - Южно-Африканская Республика — Одетт Скрооби - Англия — Делла Франсис Долан - Перу — Мария Франсеска Саса - Бразилия — Селисе Маркес - Финляндия — Сари Каарина Асфем - Уругвай — Сильвия Беатрис Вила - ФРГ — Керстин Пезерак |

### Полуфинальные оценки
| \| Страна \| Средний балл, предварительно \| Интервью \| Купальник \| Вечернее платье \| Полуфинал, средний балл \| \| --------------------------- \| ---------------------------- \| ---------- \| ---------- \| --------------- \| ----------------------- \| \| Гуам \| 7.892 (5) \| 8.867 (1) \| 8.692 (1) \| 8.355 (4) \| 8.638 (1) \| \| Канада \| 7.761 (9) \| 8.400 (5) \| 8.275 (3) \| 8.525 (3) \| 8.400 (2) \| \| Греция \| 7.847 (6) \| 8.042 (8) \| 8.325 (2) \| 8.317 (5) \| 8.228 (3) \| \| Италия \| 7.714 (11) \| 7.925 (9) \| 8.067 (5) \| 8.608 (2) \| 8.200 (4) \| \| США \| 8.131 (2) \| 8.425 (4) \| 8.192 (4) \| 7.925 (8) \| 8.181 (5) \| \| Южно-Африканская Республика \| 8.406 (1) \| 8.583 (2) \| 7.225 (10) \| 8.707 (1) \| 8.172 (6) \| \| Англия \| 8.100 (3) \| 8.433 (3) \| 7.808 (7) \| 8.167 (7) \| 8.137 (7) \| \| Перу \| 7.797 (8) \| 8.218 (6) \| 7.508 (8) \| 8.292 (6) \| 8.006 (8) \| \| Бразилия \| 8.011 (4) \| 8.133 (7) \| 7.892 (6) \| 7.917 (9) \| 7.981 (9) \| \| Финляндия \| 7.719 (10) \| 7.808 (10) \| 7.408 (9) \| 7.908 (10) \| 7.708 (10) \| \| Уругвай \| 7.594 (12) \| 7.692 (11) \| 7.167 (11) \| 7.783 (11) \| 7.547 (11) \| \| ФРГ \| 7.808 (7) \| 7.204 (12) \| 7.008 (12) \| 7.483 (12) \| 7.232 (12) \| | Победительница 1-я Вице-мисс 2-я Вице-мисс 3-я Вице-мисс 4-я Вице-мисс Топ-12 Полуфиналистки (#) Ранг в каждом туре конкурса |            |            |                 |                         |
| Страна | Средний балл, предварительно                                                                                                 | Интервью   | Купальник  | Вечернее платье | Полуфинал, средний балл |
| Гуам | 7.892 (5) | 8.867 (1)  | 8.692 (1)  | 8.355 (4)       | 8.638 (1)               |
| Канада | 7.761 (9) | 8.400 (5)  | 8.275 (3)  | 8.525 (3)       | 8.400 (2)               |
| Греция | 7.847 (6) | 8.042 (8)  | 8.325 (2)  | 8.317 (5)       | 8.228 (3)               |
| Италия | 7.714 (11) | 7.925 (9)  | 8.067 (5)  | 8.608 (2)       | 8.200 (4)               |
| США | 8.131 (2) | 8.425 (4)  | 8.192 (4)  | 7.925 (8)       | 8.181 (5)               |
| Южно-Африканская Республика | 8.406 (1) | 8.583 (2)  | 7.225 (10) | 8.707 (1)       | 8.172 (6)               |
| Англия | 8.100 (3) | 8.433 (3)  | 7.808 (7)  | 8.167 (7)       | 8.137 (7)               |
| Перу | 7.797 (8) | 8.218 (6)  | 7.508 (8)  | 8.292 (6)       | 8.006 (8)               |
| Бразилия | 8.011 (4) | 8.133 (7)  | 7.892 (6)  | 7.917 (9)       | 7.981 (9)               |
| Финляндия | 7.719 (10) | 7.808 (10) | 7.408 (9)  | 7.908 (10)      | 7.708 (10)              |
| Уругвай | 7.594 (12) | 7.692 (11) | 7.167 (11) | 7.783 (11)      | 7.547 (11)              |
| ФРГ | 7.808 (7) | 7.204 (12) | 7.008 (12) | 7.483 (12)      | 7.232 (12)              |

### Специальные награды
| Премия                     | Участница                                                                                 |
| -------------------------- | ----------------------------------------------------------------------------------------- |
| Лучший национальный костюм | - Перу — Мария Франсеска Саса - Бразилия — Селисе Маркес - Уругвай — Сильвия Беатрис Вила |
| Мисс Конгениальность       | - Острова Кайман — Морин Тереза Льюис                                                     |
| Мисс Фотогеничность        | - Багамские Острова — Эва Мэрилин Бёрк                                                    |
| Мисс Пресса                | - Гуам — Пэтти Чонг Керкос                                                                |

### Топ
| 1. Канада 2. Бразилия 3. Италия 4. ЮАР 5. Финляндия 6. Перу 7. Гуам 8. США 9. Германия 10. Греция 11. Англия 12. Уругвай | 1. Греция 2. США 3. Гуам 4. Канада 5. Италия |

## Судьи
| - Кароль Буке - Дэвид Копперфильд - Рон Дюгей - Айра фон Фюрстенберг - Дон Кингман - Питер Маршалл | - Дэвид Меррик - Франко Неро - Бела Кво - Сисели Тайсон - Марио Варгас Льоса - Гладис Сендер — победительница Мисс Вселенная 1957 |

## Участницы
| - Аргентина – Мария Алехандра Басиле - Аруба – Нориза Антонио Хелдер - Австралия – Лу Энн Рончи - Австрия – Элизабет Каван - Багамские Острова – Эва Мэрилин Бёрк - Бельгия – Мари-Пьер Лемэтр - Белиз – Шэрон Кей Авксилиу - Бермуды – Хэзер Росс - Боливия – Сандра Вильяроэль - Бразилия – Селиса Пинто Маркес да Силва - Виргинские Острова (Великобритания) – Люс Далия Ходж - Канада – Карен Болдуин - Острова Кайман – Морин Тереза Льюис - Чили – Дженнифер Пурто Араб † - Колумбия – Надя Сантакрус - Коста-Рика – Лилиана Корелла Эспиноза - Кюрасао – Наследники Минервы Ранилы - Дания – Тина Мария Нильсен - Доминиканская Республика – Сорайя Морей - Эквадор – Жаклин Бургос - Сальвадор – Жанетта Маррокин - Англия – Делла Фрэнсис Долан - Финляндия – Сари Каарина Асфольм - Франция – Мартина Филиппс - ФРГ – Керстин Натали Пезерак - Греция – Тина Руссу - Гваделупа – Лидия Галин - Гуам – Пэтти Чонг Керкос - Гватемала – Эдит Уитбек - Нидерланды – Бриджит Диреккс - Гондурас – Эва Лиссете Бараона - Гонконг – Энджи Люн - Исландия – Гудрун Моллер - Индия – Памела Чодри Сингх - Индонезия – Шри Юльянти - Ирландия – Джеральдин Мэри МакГрори - Израиль – Дебора Наоми Хесс - Италия – Чинция Фьордепонти - Япония – Эри Окуваки | - Республика Корея – Сун Хее Пхарк - Малайзия – Сити Рохани Вахид † - Мальта – Рита Фальзон - Мартиника – Корин Солер - Мексика – Мария дель Кармен Лопес - Намибия – Дезри Анита Котце - Новая Каледония – Ленка Топалович - Новая Зеландия – Сандра Хелен Декстер - Северные Марианские Острова – Шерил Сонода Сайзмор - Норвегия – Джанетт Крефтинг - Панама – Исора де Лурдес Лопес - Папуа — Новая Гвинея – Мой Илай - Парагвай – Марис Вильяльба - Перу – Мария Франсеска Саса Рейносо - Филиппины – Мария Исабель Пангусан Лопес - Португалия – Ана Мария Вальдис - Пуэрто-Рико – Лурдес Мантеро - Реюньон – Мари Мишлин Гинон - Шотландия – Джорджина Кирни - Сингапур – Джудисия Нонис - Южно-Африканская Республика – Одетта Октавия Скруби - Испания – Кристина Перес Коттрелл - Шри-Ланка – Энн Моника Традиго - Синт-Мартен – Лиана Эльвиара Браун - Суринам – Ванесса де Врис - Швеция – Анна Кари Мария Бергстрем - Швейцария – Жаннет Линкенхайль - Таиланд – Нипапорн Тарапанич - Транскей – Ноксолиси Мджи - Тринидад и Тобаго – Сюзанна Трабуле - Турция – Джанан Какмачи - Теркс и Кайкос – Жаклин Эствуд - Уругвай – Сильвия Беатрис Вила Абавиан - США – Терри Атли - Виргинские Острова (США) – Ингеборг Хендрикс - Венесуэла – Ана Тереса Оропеса - Уэльс – Мишель Донелли - Самоа – Айви Эвелин Уорнер |

### Отказались
- Кипр — Сильвия Спаниас Ница
- Ливан — Долли Мишель Эль-Кури

## Примечание
1. ↑  Canada Teen Miss Universe. The Pittsburgh Press. 27 июля 1982. p. 9. Дата обращения: 14 мая 2022.
2. ↑  Wilkinson, Tracy. Rough start for new Miss Universe (англ.). United Press International (27 июля 1982). Дата обращения: 14 мая 2022. Архивировано 19 декабря 2024 года.
3. ↑  APENDICE: CUADROS CRONOLOGICOS SOBRE LA VIOLENCIA POLITICA // Violencia política en el Perú: 1980-1988 :  [исп.]. — Lima : DESCO Centro de Estudios y Promoción del Desarrollo, 1989. — Vol. 1. — P. 85. Архивная копия от 14 июля 2024 на Wayback Machine